# Torneo de Mérida
El Torneo de Mérida, conocido por razones de patrocinio como Merida Open Akron, es un torneo profesional de tenis de la WTA que se disputa en Mérida, México. Se juega en el Yucatán Country Club sobre cancha dura al aire libre. Inicialmente fue considerado en la categoría WTA 250, pasando a la categoría WTA 500 a partir de 2025. Este evento se llevó a cabo por primera vez en el año 2023 sustituyendo al Torneo de Guadalajara, y es uno de los tres torneos de la temporada que se realiza en México.

## Resultados

### Individual
| Año  | Campeona      | Finalista        | Resultado        |
| ---- | ------------- | ---------------- | ---------------- |
| 2023 | Camila Giorgi | Rebecca Peterson | 7-6(3), 1-6, 6-2 |
| 2024 | Zeynep Sönmez | Ann Li           | 6-2, 6-1         |
| 2025 | Emma Navarro  | Emiliana Arango  | 6-0, 6-0         |

### Dobles
| Año  | Campeonas                    | Finalistas                      | Resultado   |
| ---- | ---------------------------- | ------------------------------- | ----------- |
| 2023 | Caty McNally Diane Parry     | Wang Xinyu Wu Fang-hsien        | 6-0, 7-5    |
| 2024 | Quinn Gleason Ingrid Martins | Magali Kempen Lara Salden       | 6-4, 6-4    |
| 2025 | Katarzyna Piter Mayar Sherif | Anna Danilina Irina Khromacheva | 7-6(2), 7-5 |